# Championnats du monde d'aviron 2003
Navigation
Séville 2002 Banyoles 2004
Les championnats du monde d'aviron 2003, 32es du nom, se sont tenus du 25 au 1er septembre 2003 à Milan, en Italie.

## Podiums

### Hommes
| Épreuves                           | Or | Or            | Argent | Argent        | Bronze | Bronze        |
| ---------------------------------- | --- | ------------- | --- | ------------- | --- | ------------- |
| Skiff M1x                          | Norvège Olaf Tufte | 6 min 46 s 15 | Allemagne Marcel Hacker | 6 min 47 s 47 | Slovénie Iztok Čop | 6 min 48 s 31 |
| Skiff poids légers LM1x            | Italie Stefano Basalini | 6 min 59 s 65 | Royaume-Uni Tom Kay | 7 min 02 s 12 | Allemagne Peter Ording | 7 min 05 s 36 |
| Deux de couple M2x                 | France Sébastien Vieilledent Adrien Hardy | 6 min 13 s 93 | Italie Rossano Galtarossa Alessio Sartori | 6 min 15 s 65 | Tchéquie Milan Dolecek Jr Ondřej Synek | 6 min 16 s 59 |
| Deux de pointe M2-                 | Nouvelle-Zélande Eric Murray Hamish Bond | 6 min 15 s 93 | Royaume-Uni Peter Reed Andrew Triggs Hodge | 6 min 17 s 45 | Grèce Nikolaos Gkountoulas Apóstolos Gountoúlas                                                                                                  | 6 min 23 s 01 |
| Deux de pointe avec barreur M2+    | États-Unis Troy Kepper Henrik Rummel Marcus McElhenney                                                                                        | 6 min 53 s 58 | Tchéquie Jakub Makovicka Vaclav Chalupa Jr Oldrich Hejdusek                                                                                         | 6 min 54 s 58 | Allemagne Florian Eichner Philipp Naruhn Tim Berent                                                                                              | 6 min 55 s 44 |
| Deux de couple poids légers LM2x   | Italie Elia Luini Leonardo Pettinari | 6 min 30 s 60 | Pologne Tomasz Kucharski Robert Sycz | 6 min 33 s 12 | Irlande Sam Lynch Gearoid Towey | 6 min 35 s 90 |
| Deux de pointe poids légers LM2-   | Danemark Bo Helleberg Mads Kruse Andersen | 6 min 35 s 73 | Allemagne Frank Mager Christian Gerlach | 6 min 37 s 36 | États-Unis Simon Carcagno Michael Altman | 6 min 41 s 05 |
| Quatre de couple M4x               | Allemagne Andre Willms Stephan Volkert Marco Geisler Robert Sens                                                                              | 6 min 12 s 26 | Tchéquie David Kopriva Petr Vitasek Jakub Hanak David Jirka                                                                                         | 6 min 15 s 59 | Pologne Adam Bronikowski Marek Kolbowicz Slawomir Kruszkowski Adam Korol                                                                         | 6 min 18 s 80 |
| Quatre de pointe M4-               | Canada Cameron Baerg Tom Herschmiller Jake Wetzel Barney Williams                                                                             | 5 min 52 s 91 | Royaume-Uni Steve Williams Josh West Toby Garbett Rick Dunn                                                                                         | 5 min 53 s 54 | Allemagne Sebastien Thormann Paul Dienstbach Philipp Stueer Bernd Heidicker                                                                      | 5 min 55 s 13 |
| Quatre de pointe avec barreur M4+  | États-Unis Brian McDonough Matt Deakin Jason Flickinger Lucas Mc Gee Mc Elhenney                                                              | 6 min 04 s 68 | Royaume-Uni James Livingston Richard Egington Kieran West Tom Stallard Peter Rudge                                                                  | 6 min 05 s 82 | Allemagne Arne Landgarf Matthias Flach Jan Martin Broeer Klaus Rogge Stefan Lier                                                                 | 6 min 08 s 90 |
| Quatre de couple poids légers LM4x | Italie Emanuele Federici Daniele Gilardoni Luca Moncada Filippo Mannucci                                                                      | 6 min 07 s 10 | Australie Deon Birtwistle Michael McBryde Shane Broad Samuel Beltz                                                                                  | 6 min 09 s 36 | Allemagne Joerg Lehnigk Matthias Schoemann-Finck Nils Ipsen Jens Wittwer                                                                         | 6 min 10 s 84 |
| Quatre de pointe poids légers LM4- | Danemark Thor Kristensen Thomas Ebert Sephan Moelvig Eskild Ebbesen                                                                           | 6 min 10 s 46 | Pays-Bas Gerard van der Linden Ivo Snijders Karel Dormans Joeri De Groot                                                                            | 6 min 12 s 24 | Italie Lorenzo Bertini Catello Amarante Salvatore Amitrano Bruno Mascarenhas                                                                     | 6 min 13 s 04 |
| Huit M8+                           | Canada Joe Stankevicius Kevin Light Ben Rutledge Kyle Hamilton Dave Calder Andrew Hoskins Adam Kreek Jeff Powell Brian Price                  | 6 min 00 s 44 | États-Unis Ryan Torgerson Jonathan Watling Michael Wherley Wolfgang Moser Bryan Volpenhein Jeffrey Klepacki Joseph Hansen Jason Read Pete Cipollone | 6 min 01 s 46 | Royaume-Uni Alex Partridge Dan Ouseley Jonathan Devlin Andrew Triggs Hodge Ed Coode Phil Simmons Robin Bourne-Taylor Tom James Christian Cormack | 6 min 03 s 45 |
| Huit poids légers LM8+             | Allemagne Bastian Seibt Martin Raeder Joachim Drews Martin Hasse Carsten Borchardt Birger Schmidt Matthias Hobein Christian Dahlke Olaf Haska | 5 min 41 s 43 | États-Unis Thomas Paradiso Eric Feins Patrick Todd Andrew Bolton William Fedyna John Wall Angus Maclaurin John Wachter III Joseph Finelli           | 5 min 43 s 95 | France Vincent Faucheux Fabien Dagada Rémi Le Flohic Damien Margat Alexis Saitta Franck Bussière Nicolas Planque Jérôme Bandiera Nicolas Majerus | 5 min 45 s 43 |

### Femmes
| Épreuves                           | Or | Or            | Argent | Argent        | Bronze | Bronze        |
| ---------------------------------- | --- | ------------- | --- | ------------- | --- | ------------- |
| Skiff W1x                          | Bulgarie Rumyana Neykova | 7 min 18 s 12 | Allemagne Katrin Rutschow | 7 min 21 s 44 | Biélorussie Ekaterina Karsten | 7 min 23 s 30 |
| Skiff poids légers LW1x            | Canada Fiona Milne | 7 min 52 s 87 | Croatie Mirna Rajle Brodanac | 7 min 54 s 49 | Allemagne Janet Raduenzel | 7 min 56 s 53 |
| Deux de couple W2x                 | Nouvelle-Zélande Georgina Evers-Swindell Caroline Evers-Swindell                                                                          | 6 min 45 s 79 | Allemagne Britta Oppelt Kathrin Boron | 6 min 47 s 57 | Russie Larisa Merk Irina Fedotova | 6 min 49 s 50 |
| Deux de pointe W2-                 | Royaume-Uni Katherine Grainger Cath Bishop                                                                                                | 7 min 04 s 88 | Biélorussie Yuliya Bichyk Natallia Helakh | 7 min 05 s 89 | Roumanie Georgeta Damian-Andrunache Viorica Susanu | 7 min 06 s 16 |
| Deux de couple poids légers LW2x   | Allemagne Marie-Louise Draeger Claudia Blasberg                                                                                           | 7 min 14 s 55 | Australie Sally Causby Amber Halliday | 7 min 17 s 28 | Roumanie Constanta Burcica Camelia Mihalcea | 7 min 18 s 24 |
| Deux de pointe poids légers LW2-   | Roumanie Alina Scurtu Mihaela Niga | 7 min 30 s 26 | Royaume-Uni Julia Warren Michelle Dollimore | 7 min 32 s 53 | Grèce Elpida Grigoriadou Angeliki Gkremou | 7 min 34 s 50 |
| Quatre de couple W4x               | Australie Jane Robinson Dana Faletic Kerry Hore Amber Bradley                                                                             | 6 min 46 s 52 | Biélorussie Ekaterina Karsten Yuliya Bichyk Volha Berazniova Maryia Varona | 6 min 48 s 87 | Allemagne Peggy Waleska Marita Scholz Manuela Lutze Kerstin El Qalqili-Kowalski                                                                          | 6 min 49 s 34 |
| Quatre de pointe W4-               | États-Unis Liane Malcos Whitney Webber Caryn Davies Wendy Wilbur                                                                          | 6 min 53 s 08 | Pays-Bas Sarah Siegelaar Laura Posthuma Annemarieke Van Rumpt Helen Tanger | 6 min 54 s 42 | Allemagne Ulrike Stadlmayr Dana Pyritz Sandra Goldbach Manuela Zander                                                                                    | 6 min 56 s 36 |
| Quatre de couple poids légers LW4x | Chine Li Quan Deng Yanping Tan Meiyunl Zhou Weijuan                                                                                       | 6 min 36 s 43 | Pays-Bas Mariel Pikkemaat Danielle Broekhuizen Anne van Drumpt Judith van OS | 6 min 40 s 95 | Australie Bronwen Watson Sally Newmarch Marguerite Houston Miranda Bennett                                                                               | 6 min 42 s 02 |
| Huit W8+                           | Allemagne Elke Hipler Anja Pyritz Maja Tucholke Britta Holthaus Susanne Schmidt Nicole Zimmermann Silke Guenther Lenka Wech Annina Ruppel | 6 min 41 s 23 | Roumanie Georgeta Craciun Aurica Barascu-Chirita liliana Gafencu Viorica Susanu Magdalena Irincu Elisabeta Lipa-Oleniuc Georgeta Damian-Andrunache Doina Ignat Elena Georgescu-Nedelc | 6 min 44 s 63 | Canada Jacqui Cook Karen Clark Rachel Dunnet Andreanne Morin Darcy Marquardt Pauline Van Roessel Roslyn McLeod Buffy-Lynne Williams-Alexander Sarah Pape | 6 min 45 s 53 |

## Tableau des médailles par pays
| Rang  | Nation           | Or | Argent | Bronze | Total |
| ----- | ---------------- | -- | ------ | ------ | ----- |
| 1     | Allemagne        | 4  | 4      | 8      | 16    |
| 2     | États-Unis       | 3  | 2      | 1      | 6     |
| 3     | Italie           | 3  | 1      | 1      | 5     |
| 4     | Canada           | 3  | 0      | 1      | 4     |
| 5     | Danemark         | 2  | 0      | 0      | 2     |
| 5     | Nouvelle-Zélande | 2  | 0      | 0      | 2     |
| 7     | Royaume-Uni      | 1  | 5      | 1      | 7     |
| 8     | Australie        | 1  | 2      | 1      | 4     |
| 9     | Roumanie         | 1  | 1      | 2      | 4     |
| 10    | France           | 1  | 0      | 1      | 2     |
| 11    | Bulgarie         | 1  | 0      | 0      | 1     |
| 11    | Chine            | 1  | 0      | 0      | 1     |
| 11    | Norvège          | 1  | 0      | 0      | 1     |
| 14    | Pays-Bas         | 0  | 3      | 0      | 3     |
| 15    | Biélorussie      | 0  | 2      | 1      | 3     |
| 15    | Tchéquie         | 0  | 2      | 1      | 3     |
| 17    | Pologne          | 0  | 1      | 1      | 2     |
| 18    | Croatie          | 0  | 1      | 0      | 1     |
| 19    | Grèce            | 0  | 0      | 2      | 2     |
| 20    | Russie           | 0  | 0      | 1      | 1     |
| 20    | Irlande          | 0  | 0      | 1      | 1     |
| 20    | Slovénie         | 0  | 0      | 1      | 1     |
| TOTAL | TOTAL            | 24 | 24     | 24     | 72    |